# Juan Ponce Enrile
Juan Ponce Enrile, nato Juanito Furagganan (Gonzaga, 14 febbraio 1924), è un politico filippino.
Con una carriera politica di cinquant'anni alle proprie spalle, ha ricoperto un elevato numero di cariche pubbliche e si è contraddistinto come una delle figure più note e controverse dello scenario politico contemporaneo del paese.
Nel 2008 divenne il Presidente del Senato, la più alta carica da lui ricoperta. Benché lodato per la sua gestione dell' impeachment di Renato Corona nel 2012, in seguito ad accuse di corruzione lanciategli da alcuni colleghi fu costretto a lasciare il comando del Senato nel 2013. Il 4 luglio 2014 il Sandiganbayan rilasciò un ordine di arresto nei suoi confronti, a causa di nuove accuse di corruzione questa volta legate allo scandalo del Pork Barrel. Nel medesimo giorno si arrese alle forze dell'ordine, chiedendo di essere trasferito presso un ospedale della Polizia Nazionale Filippina, lamentandosi delle sue precarie condizioni di salute. Il 18 agosto 2015 la Corte Suprema appoggiò la sua domanda di scarcerazione, permettendogli di ottenere la libertà su cauzione in cambio di una somma pari a 1 milione e mezzo di pesos.

## Biografia

### Infanzia e giovinezza
Juan Ponce Enrile nacque il 14 febbraio 1924 nella municipalità di Gonzaga, nella provincia di Cagayan, dalla ventiquattrenne ragazza-madre Petra Furagganan, figlia adottiva di un umile pescatore. Fu battezzato con il nome Juanito Furagganan dalla madre. Juanito era figlio illegittimo di Alfonso Ponce Enrile, un potente politico ed avvocato della regione, che quindi lo rendeva nipote del rivoluzionario Mariano Ponce. Ebbe un'infanzia difficile e fu costretto più volte ad interrompere i propri studi.
Localmente chiamato Manong Johnny, nella città di Gonzaga utilizzò sino alla metà degli anni quaranta il cognome della madre. Dopo aver conosciuto il padre nel 1945 cambiò il proprio nome in Juanito Ponce ed andò ad abitare presso la sua famiglia a Manila. Grazie all'aiuto del padre, qualche anno dopo ottenne i permessi per poter modificare nuovamente il proprio nome, questa volta in Juan Ponce Enrile. Successivamente frequentò la Saint James Academy di Malabon e frequentò poi l'Università Ateneo de Manila, laureandosi nel 1949. Proseguì quindi i propri studi presso l'Università delle Filippine, dove si laureò con un baccellierato in diritto, e infine all'Harvard Law School dove ottenne un Master of Laws.
Allo scoppio della seconda guerra mondiale affermò di aver preso parte alle attività di guerriglia per contrastare il dominio dell'impero giapponese nelle Filippine. Ritrovatosi spesso fra le montagne per cercare riparo dalle battaglie, qui dichiarò di aver incontrato alcuni suoi fratellastri che evacuarono da Manila. Al termine del secondo conflitto mondiale, i suoi fratellastri fecero ritorno nella capitale presso la residenza del padre Alfonso Ponce, e gli raccontarono di aver incontrato il figlio illegittimo risiedente a Cagayan. Il padre ordinò delle operazioni di ricerca per poter ritrovare il figlio illegittimo, che allo stesso tempo decise di partire per Manila per riconciliarsi con lui.

### Nellostaffdi Marcos
Divenuto insegnante di diritto alla fine degli anni cinquanta ed in seguito avvocato, nel 1964 entrò a far parte dell' entourage del noto politico ed aspirante presidente Ferdinand Marcos. Dopo l'elezione di Marcos nel dicembre 1965, divenne uno dei più stretti collaboratori del Presidente. Al termine degli anni sessanta fu nominato Segretario delle Finanze ed in seguito Segretario della Giustizia. La carica con cui divenne più noto nel corso dell'amministrazione di Marcos fu quella di Ministro della Difesa, che ricoprì ininterrottamente dal 1972 al 1986. Nel corso degli anni si contraddistinse come uno dei tre uomini più fidati del Presidente, assieme a Fidel Valdez Ramos e Fabian Ver. In seguito all'assassinio del leader dell'opposizione Benigno Aquino Jr., la popolarità del Presidente iniziò a diminuire e sia Enrile che Ramos iniziarono lentamente a distanziarsi da lui. La morte di Aquino provocò il declino del governo Marcos, con una sempre più crescente insoddisfazione popolare nei confronti del Presidente, che culminò con le elezioni anticipate del febbraio 1986 in cui il Capo di Stato si vide opposto alla vedova di Aquino, Corazon. Marcos fu dichiarato vincitore, ma Enrile e Ramos ritirarono formalmente il proprio supporto nei confronti dell'amministrazione e si allearono con l'opposizione, contribuendo enormemente alla rivoluzione del Rosario che risultò nell'esilio forzato di Marcos per le Hawaii e nell'instaurazione del governo della Aquino.

### Dalla presidenza Aquino in poi
Confermato come Segretario della Difesa dal governo Aquino, iniziò tuttavia ad avere contrasti anche con la nuova amministrazione, che criticò riguardo alla gestione di alcuni attacchi effettuati da gruppi di estrema sinistra a partire dal 1986. Si dimise così dalla propria carica e l'anno seguente si candidò con successo per un posto nel Senato. Distanziatosi nettamente anche dal governo Aquino, fu accusato da quest'ultimo di aver collaborato nella pianificazione di una serie di colpi di Stato effettuati principalmente dalle truppe del RAM (guidate da un suo collaboratore, il colonnello Gregorio Honasan), i quali però furono repressi dall'esercito filippino. Dal 1992 al 1995 fu membro della Camera dei rappresentanti ed al termine del proprio mandato tornò nuovamente a far parte del Senato, candidandosi nel frattempo alle elezioni presidenziali del 1998 dove fu sconfitto da Joseph Estrada. In seguito alla rivoluzione EDSA II che portò alle dimissioni di Estrada nel 2001, fu accusato di aver organizzato un colpo di Stato contro il governo di Gloria Macapagal Arroyo ed arrestato per un giorno.

### Elezione al Senato del 2004

#### Presidenza del Senato

##### Elezione

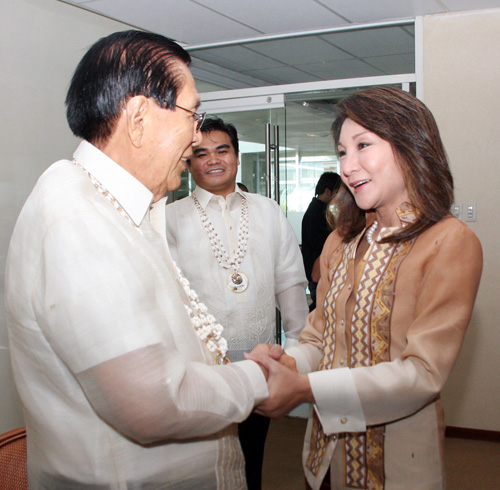
Enrile incontra la Governatrice di Cebu, Gwendolyn Garcia, il 18 novembre 2009

Il 17 novembre 2008 il Presidente del Senato Manny Villar annunciò le proprie dimissioni per mancanza di supporto, ed Enrile lo sostituì a partire dal medesimo giorno. Il veterano politico fu nominato da Panfilo Lacson e secondariamente dal pupillo Gregorio Honasan: un totale di 14 senatori votò a favore della sua elezione, mentre cinque si astennero.
Sotto la sua guida, il Senato fece entrare in vigore importanti legislazioni, oltre a numerose riforme per migliorare l'efficienza della camera alta.
Il Senato di Enrile collaborò anche con la Camera dei rappresentanti riguardo due eventi fondamentali. Il 4 dicembre 2009, a seguito del tragico massacro di Maguindanao, utilizzò la proclamazione n. 1959 del governo Estrada per dichiarare la legge marziale nella provincia di Maguindanao, mentre nel maggio del 2010 la Camera alta si funse da Commissione per contare i voti ricevuti dal presidente e dal vicepresidente alle elezioni.

##### L'impeachmentdi Renato Corona e faide interne

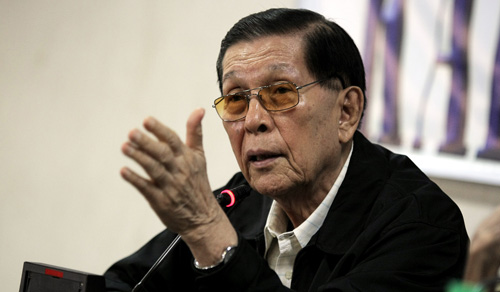
Juan Ponce Enrile durante il forum Kapihan Sa Senado, 1º dicembre 2011

Agli inizi del 2012, ad Enrile fu assegnato il ruolo di presiedere il discusso impeachment del giudice della Corte Suprema filippina Renato Corona, quest'ultimo noto oppositore di diverse riforme ideate da Benigno Aquino III. Fu uno dei venti senatori che votarono a favore dell'impeachment e ciò risultò nella rimozione forzata di Corona dalla carica di Presidente della Corte Suprema.
Nel mese di settembre iniziò una faida con il Senatore Antonio Trillanes IV, quando lo criticò riguardo ad una presunta visita segreta a Pechino per discutere le reclamazioni filippine sulle Isole Spratly e sull'atollo di Scarborough. Trillanes si difese affermando che la sua visita era stata autorizzata dal Malacañan ed accusò a sua volta Enrile di aver intenzione di proporre una legge per dividere la provincia di Camarines Sur in due sottoparti (con la presunta collaborazione dell'ex Presidente Gloria Macapagal-Arroyo). Anche Enrile negò le incriminazioni nei suoi confronti.
Durante questo periodo iniziò anche una faida, molto pubblicizzata dai media locali, con la Senatrice Miriam Defensor-Santiago per via del Reproductive Health Bill, una contestata legge sulla salute riproduttiva che pubblicizzava l'utilizzo di contraccettivi. La faida proseguì anche nei mesi successivi e nel gennaio 2013 la Santiago accusò Enrile di aver distribuito un milione e mezzo di pesos a ciascuno dei propri colleghi in cambio della sua rielezione come Presidente del Senato. La stessa Santiago, Pia ed Alan Peter Cayetano e Antonio Trillanes reclamarono di aver ricevuto solamente 250.000 pesos ognuno. Enrile ammise di aver effettuato le donazioni, dichiarando però che tali cifre non erano soldi pubblici ma bensì parte dei fondi provenienti dal saldo della manutenzione ed altri costi operativi (MOOE) di ciascun Senatore. Il 21 gennaio, a seguito delle controversie a lui legate, cercò di rendere vacante la carica di Presidente del Senato ma la sua richiesta non fu approvata.

##### Dimissioni
Motivando la sua scelta alle continue critiche ricevute per via della distribuzione di fondi pubblici nel Senato, annunciò il 5 giugno le dimissioni irrevocabili come Presidente del Senato in un discorso:

#### Condanna, detenzione ospedaliera e ritorno al Senato
Il 16 dicembre 2013 annunciò l'intenzione di ritirarsi dalla politica dopo la scadenza del suo mandato al Senato nel 2016, dichiarando di "aver già fatto abbastanza" per le Filippine.
Il 4 luglio 2014 la corte del Sandiganbayan, il corpo giuridico dell'antifrode con sede a Quezon, rilasciò un ordine di arresto nei suoi confronti in relazione al processo del Priority Development Assistance Fund, iniziato più di un anno prima, con le accuse di corruzione e depredazione di fondi pubblici. Assieme al Senatore furono condannati anche l'avvocatessa e sua assistente personale Jessica Lucila "Gigi" Reyes, nonché gli stretti amici e colleghi Bong Revilla e Jinggoy Estrada. Lo stesso giorno, Enrile si arrese di propria volontà presso il Camp Crame della Polizia Nazionale Filippina e successivamente fu trasferito nel PNP General Hospital; citando l'avanzata età e la sua fragile salute, Enrile chiese alla corte di poter rimanere in detenzione ospedaliera presso il policlinico del PNP. Il proseguimento di tale permanenza fu concesso a settembre attraverso un ordine del Sandiganbayan.
Durante questo periodo il Senatore richiese la scarcerazione su cauzione, dichiarando inoltre che le accuse lanciate nei suoi confronti nel corso delle indagini preliminari mancavano di solidità e credibilità. Poco più di un anno dopo il suo arresto, il 18 agosto 2015, la Corte Suprema delle Filippine appoggiò le richieste di Enrile con otto voti favorevoli e quattro contrari, concedendogli la libertà su cauzione in cambio di una somma pari a circa 1 milione di pesos.
Dopo aver pagato una cauzione ammontante a quasi un milione e mezzo di pesos, Enrile fu ufficialmente scarcerato dalla corte del Sandiganbayan il 20 agosto. La decisione generò non poche critiche nei confronti del sistema giudiziario filippino e del governo di Benigno Aquino III. Il 24 agosto Enrile fece il suo ritorno nel Senato, assumendo nuovamente la carica di Leader della Minoranza occupata in sua assenza da Tito Sotto. A seguito della sua scarcerazione, il suo rapporto con l'amministrazione Aquino andò man mano a deteriorarsi.
Il 10 ottobre fu intravisto in un raduno ad Intramuros in occasione del discorso di Bongbong Marcos, in cui quest'ultimo annunciava la propria candidatura a vicepresidente per le elezioni del 2016. Al termine del discorso di Marcos, Enrile salì sul palco assieme a Joseph Estrada ed Imelda Marcos per celebrare l'annuncio del Senatore. È da sottolineare che, 29 anni prima, Enrile era stato una delle figure principali nella caduta del governo Marcos.
Nel gennaio 2016, in occasione delle celebrazioni per il primo anniversario dalla tragica strage di Mamasapano, in cui morirono 44 membri delle forze speciali filippine, Enrile criticò l'operato del governo e affermò di essere in possesso di prove a dimostrazione della colpevolezza di Benigno Aquino III. Diversi politici e sostenitori del Partito Liberale videro nelle azioni del Senatore una "semplice vendetta" nei confronti dell'amministrazione che lo aveva fatto arrestare, ma Enrile negò queste teorie.
In vista delle elezioni presidenziali del 2016, Enrile sostenne la candidatura dell'amico Jejomar Binay. Il 10 febbraio, nel corso di un evento organizzato dal partito UNA, il Senatore contestò nuovamente il governo con allusioni indirette affermando che "se il Presidente fosse stato incompetente, altri incidenti come Mamasapano sarebbero accaduti in futuro".
Dopo le elezioni, Enrile confermò la volontà di ritirarsi a vita privata al termine del suo mandato. Il 6 giugno partecipò all'ultima sessione del 16º Congresso, dove ringraziò i suoi colleghi per averlo aiutato nel corso degli oltre vent'anni nel ramo esecutivo filippino. Citando Douglas MacArthur, nel suo ultimo discorso affermò:

## Controversie

### Lo scandalo della distribuzione di soldi pubblici ai Senatori
Nel gennaio 2013 fu accusato di aver distribuito ingenti somme di fondi pubblici come regalo natalizio ai Senatori che avevano votato per la sua riconferma come Presidente del Senato. Investigazioni rivelarono che distribuì 600.000 pesos a ciascun membro del Senato, più 1.6 milioni di pesos ai 18 senatori che lo sostennero. In seguito all'episodio fu criticato da alcuni suoi colleghi come Alan Peter Cayetano e Miriam Defensor Santiago. Cayetano argomentò che tale manovra rischiava di compromettere seriamente l'integrità e l'indipendenza del Senato, e definì inoltre le donazioni come "tattiche di legge marziale per evitare un cambiamento di leadership". Sebbene non abbia mai chiarificato completamente tale controversia, Enrile difese la sua scelta con queste parole:
In seguito alle continue critiche lanciategli nel corso dei mesi successivi, il 5 giugno Enrile annunciò irrevocabilmente le proprie dimissioni come Capo del Senato.

### Lo scandalo del Priority Development Assistance Fund
Nel settembre 2013 Enrile tornò nuovamente al centro di controversie, questa volta accusato di storno di fondi pubblici legati al Priority Development Assistance Fund o PDAF, noto semplicemente come pork barrel. Secondo le investigazioni furono sottratti inappropriatamente circa 20 miliardi di pesos dal PDAF, suddivisi in una ventina di organizzazioni non governative gestite da Janet Lim Napoles e finiti illegalmente tra le mani di diverse personalità politiche, tra cui il veterano Senatore.
Enrile, assieme a Bong Revilla e Jinggoy Estrada (tutti e tre membri principali della minoranza al Senato), fu incriminato per aver violato l'Anti-Graft and Corrupt Practices Act e per storno di fondi dalla corte del Sandiganbayan il 6 giugno 2014, in relazione allo scandalo del PDAF. Furono messe sotto accusa anche Janet Lim Napoles e l'assistente personale di Enrile, Gigi Reyes. Secondo il Sandiganbayan, Enrile ricevette presumibilmente 172 milioni di pesos in tangenti da fondi pubblici e conseguentemente la corte procedette con il rilascio di un ordine di arresto nei suoi confronti il 4 luglio. Nel medesimo giorno Enrile si arrese di propria volontà alle forze dell'ordine e fu trasferito presso un ospedale della Polizia Nazionale Filippina. Conseguentemente fu ufficialmente sospeso dalla carica di Senatore il 1º settembre, dopo che le sue richieste di annullamento dell'ordine furono negate dal Sandiganbayan. Tuttavia, poco più di un anno dopo, la Corte Suprema appoggiò le sue richieste di scarcerazione ed il Senatore fu liberato su cauzione il 20 agosto 2015.